# Mont Kyminas
Le mont Kyminas fut l'une des nombreuses montagnes monastiques (parfois désignées par certains byzantinistes comme saintes montagnes), dont le Mont Athos est l'exemple le plus connu. Situé quelque part en Bithynie, probablement aux alentours de Pruse, la vie monastique y prit son essor aux IXe et Xe siècles, notamment sous l'impulsion de saint Michel Maleïnos, mais semble avoir décliné rapidement par la suite.

## Histoire
Le mont Kyminas est l'une des montagnes monastiques les moins connues, et dont l'activité fut assez brève comparée aux autres.
La vie monastique y apparut probablement au IXe siècle : au Xe siècle, l'historien Génésios relate que les moines venus se rassembler à Constantinople pour la Fête de l'Orthodoxie en 843 venaient de l'Athos, de l'Olympe, du mont Kyminas et du mont Ida de Bithynie.
Romain Ier Lécapène accorda des compensations annuelles aux moines du mont Kyminas, ainsi qu'à ceux de l'Olympe, du Chrysè Pétra et du Barachaios (ou Mykale). Dans son testament, l'empereur accorda par ailleurs un nomisma tous les ans aux moines de l'Athos, du Latros, du mont Kyminas, de l'Olympe et du Barachaios,.
Ces donations montrent que le mont Kyminas avait déjà acquis une grande notoriété dès la première moitié du Xe siècle, et lorsque Nicéphore II Phocas lança sa campagne contre les Arabes, il demanda les prières des moines des "montagnes célèbres", parmi lesquelles le mont Kyminas.
Vers 925, saint Michel Maleïnos se rendit sur cette montagne où il vécut en ermite et fonda plusieurs monastères. Athanase l'Athonite débuta sa vie monastique au monastère de Michel vers 953 et conçut plus tard la Grande Laure au Mont Athos sur le modèle de la celui de Michel.
Après la mort de Michel Maleïnos en 961 (ou 963), le mont Kyminas n'apparaît plus dans les sources et il est probable que la vie monastique s'y soit éteinte peu à peu.

## Personnages célèbres liés au mont Kyminas
- Michel Maleïnos
- Athanase l'Athonite